# Азманите
Азма̀ните е село в Северна България, община Трявна, област Габрово.

## География
Село Азманите се намира южно от град Трявна, в съседство с крайния на юг квартал на града Димиев хан Разположено е по левия (западния) долинен склон на течащата край него в посока на север Дряновска река (Тревненска река). През селото минава железопътната линия № 4 Русе – Горна Оряховица – Дъбово – Стара Загора – Подкова (построена в този неин участък през 1910 г.).
Източно от Азманите отвъд реката минава третокласният републикански път III-609, който в частта си между Трявна и град Плачковци има кръстовище с общински път на югозапад за селата Киселковци и Енчовци. На около 60 – 70 m от кръстовището се отклонява от общинския път на север кратък зашумен път (алея) с ширина около 3 m, който влиза в село Азманите.
Надморската височина в крайречната част на село Азманите е около 480 m, а в частта му западно от жп линията нараства до 500 – 510 m.
Числеността на населението на село Азманите по данните от преброяванията от 1934 г. насам се променя както следва:
| \| Година на преброяване \| Численост \| \| --------------------- \| --------- \| \| 1934 \| 30 \| \| 1946 \| 18 \| \| 1956 \| 17 \| \| 1965 \| 15 \| \| 1975 \| 13 \| \| 1985 \| 3 \| \| 1992 \| 5 \| \| 2001 \| 6 \| \| 2011 \| 9 \| \| 2021 \| 10 \| |           |
| Година на преброяване | Численост |
| 1934 | 30        |
| 1946 | 18        |
| 1956 | 17        |
| 1965 | 15        |
| 1975 | 13        |
| 1985 | 3         |
| 1992 | 5         |
| 2001 | 6         |
| 2011 | 9         |
| 2021 | 10        |

Етническият състав на населението по численост и дял на етническите групи според преброяването през 2011 г. е:
| Етнически групи     | Численост | Дял (в %) |
| Общо                | 9         | 100,00    |
| Българи             | 9         | 100,00    |
| Турци               | 0         | 0,00      |
| Цигани              | 0         | 0,00      |
| Други               | 0         | 0,00      |
| Не се самоопределят | 0         | 0,00      |
| Неотговорили        | 0         | 0,00      |

## История
Селището Азманите (с предишно име Хазмани) е в България от 1878 г.
От 18 юли 1995 г. дотогавашното селище колиби Азманите придобива на законово основание статута на село.